# Guy Portelli
Guy Portelli nacido el 13 de junio de 1957 , es un artista sudafricano, residente en Gran Bretaña . Para la realización de la mayoría de sus esculturas emplea el bronce y el mosaico.
Entre otras es autor de la escultura titulada "English Lavender" (1999) en Wallington, Surrey.